# Dyscia naevata
Dyscia naevata là một loài bướm đêm trong họ Geometridae.